# Reinhold-Schneider-Preis
Der Reinhold-Schneider-Preis ist der Kulturpreis der Stadt Freiburg im Breisgau und wird seit 1960 alle zwei Jahre turnusmäßig wechselnd in den Bereichen Literatur, Musik und Bildende Kunst verliehen. Neben dem Hauptpreis, der mit 15.000 Euro dotiert ist, wird eine Ehrengabe bzw. ein Stipendium, dotiert mit 6.000 Euro, vergeben. 2018 entschied der Gemeinderat, dass der Preis ab 2020 alle zwei Jahre in fünf Sparten vergeben werden soll. Hinzu kommen die Sparten Darstellende Kunst sowie Fotografie, Film und Neue Medien. Die Preisgelder wurden verdoppelt, da sie gleichzeitig in zwei Sparten vergeben werden sollen. Seit 2024 wird der Preis jährlich in einer Sparte verliehen. 
Über die Preisvergabe entscheidet unter dem Vorsitz des Oberbürgermeisters eine Jury aus Gemeinderäten und Persönlichkeiten des öffentlichen Lebens. Ein wichtiges Kriterium ist die Verbundenheit des Preisträgers und/oder seines Werkes mit Freiburg. Damit knüpft die Auszeichnung an den Namensgeber, den Schriftsteller Reinhold Schneider (1903–1958) an, dessen Werk und Leben stark mit Freiburg verbunden war.

## Preisträger
- 1960: Franz Philipp (Musik)
- 1962: Franz Schneller (Literatur)
- 1964: Rudolf Riester (Bildende Kunst)
- 1966: Theodor Egel (Musik), Dietrich von Bausznern (Förderpreis), Peter Förtig (Förderpreis)
- 1968: Kurt Heynicke (Literatur)
- 1970: Walter Schelenz (Bildende Kunst), Jürgen Brodwolf (Förderpreis)
- 1972: Wolfgang Fortner (Musik)
- 1974: Christoph Meckel (Literatur, Bildende Kunst)
- 1976: Peter Dreher (Bildende Kunst), Rudolf Dischinger (Förderpreis)
- 1978: Carl Seemann (Musik), Wolfgang Rihm (Förderpreis)
- 1980: Peter Huchel (Literatur), Maria Wimmer (Förderpreis)
- 1982: Karlheinz Scherer (Bildende Kunst), Bernd Völkle (Förderpreis), Susi Juvan (Förderpreis)
- 1984: Klaus Huber (Musik), Ernst Helmuth Flammer (Förderpreis), Frank Michael (Förderpreis)
- 1986: Walter Dirks (Literatur), Nina Gladitz (Förderpreis Film), Peter Krieg (Förderpreis Film)
- 1988: Artur Stoll (Bildende Kunst), Christine Gerstel-Naubereit (Förderpreis), Lotte Paepcke (Förderpreis)
- 1990: Experimentalstudio des SWR: Hans Peter Haller und André Richard (Musik), Walter Mossmann (Förderpreis)
- 1993: Kulturzeitschrift Allmende, Arnold Stadler (Stipendium), Klaus Hoggenmüller (Stipendium)
- 1995: Swetlana Geier (Literatur), Ragni-Maria Seidl-Gschwend (Förderpreis)
- 1997: Peter Staechelin (Bildende Kunst), Viola Keiser (Förderpreis), Hans Rath (Förderpreis)
- 1999: Edith Picht-Axenfeld (Musik), Günter Steinke (Förderpreis)
- 2002: Kyra Stromberg (Literatur), Annette Pehnt (Stipendium), Helma und Bernhard Hassenstein (Ehrengabe)
- 2004: Peter Vogel (Bildende Kunst), Freya Richter (Stipendium), Sabine Wannenmacher (Stipendium)
- 2006: Freiburger Barockorchester (Musik), Dieter Ilg (Förderpreis)
- 2008: Wolfgang Heidenreich (Literatur), Martin Gülich (Förderpreis), Erika Glassen und Jens Peter Laut (Ehrengabe)
- 2010: Thomas Kitzinger (Bildende Kunst), Beatrice Adler und Stefanie Gerhardt (Stipendium zu gleichen Teilen)
- 2012: Rainer Kussmaul (Musik), Cécile Verny Quartet und Günter A. Buchwald (Förderpreis zu gleichen Teilen)
- 2014: Klaus Theweleit (Literatur), Lisa Kränzler (Stipendium)
- 2016: Susi Juvan (Bildende Kunst), Helga Marten (Ehrengabe), Andreas von Ow (Stipendium)
- 2018: ensemble recherche (Musik), Ralf Schmid und die Band BAR (Stipendium zu gleichen Teilen)
- 2020: Dietmar Dath (Literatur); Graham Smith und Maria Pires (Darstellende Kunst); Theater Die Immoralisten, Vanessa Valk und Jens Burde, Stefanie Höfler, Iris Wolff (Stipendium zu gleichen Teilen); Renate Obermaier, Heinz Spagl, Evelyn Grill (Ehrenpreise)
- 2022: Cristina Ohlmer (Bildende Kunst); Reinhild Dettmer-Finke (Film/Fotografie/Neue Medien); Florian Thate und Emeka Udemba (Stipendium Bildende Kunst zu gleichen Teilen); Anas Kahal (Stipendium Film/Fotografie/Neue Medien); Annette Merkenthaler und Gründungskollektiv der Medienwerkstatt Freiburg e. V. (Ehrenpreise)
- 2024 Murat Coşkun (Musik, Hauptpreis); Dirigentin Friederike Scheunchen und Mädchenkantorei am Freiburger Münster (Stipendium zu gleichen Teilen)[2]
- 2025 Beate Thill (Literatur-Übersetzungen); Kulturwissenschaftlerin und Autorin Fatma Sağir und Schriftsteller Kai Weyand (Stipendium zu gleichen Teilen) sowie Ehrenpreis posthum an Marie T. Martin.[3]